# Conversa em Família
Conversa em Família foi um programa de comentário político apresentado por Marcelo Caetano, então Presidente do Conselho de Ministros de Portugal, entre 8 de Janeiro de 1969 e 28 de Março de 1974, tendo sido produzidos 16 episódios.
Aparece numa altura em que o Estado Novo, regime que Caetano começou a liderar a 27 de Setembro de 1968 (data em que substitui António de Oliveira Salazar), se encontra já fragilizado, decidindo assim Caetano, após parecer de Ramiro Valadão, comunicar com o povo através da televisão, mostrando-lhe o seu ponto de vista e pretendendo desmistificar boatos.
O último episódio, dias após a falhada Revolta das Caldas (16 de Março), o qual Caetano apresentou com um tom amargo, versou-se sobre a Revolta e o "mundo selvagem em que se vivia".
Foi o primeiro programa da televisão portuguesa a usar um teleponto.